# Silmido
Silmido (hangul: 실미도, MOCT: sil-mi-do)– południowokoreański dramat filmowy w reżyserii Kang Woo-suka, którego premiera odbyła się 24 kwietnia 2003 roku.

## Fabuła
W 1968 roku w rządzie Korei Południowej zostaje zatwierdzony plan likwidacji przywódcy Korei Północnej – Kim Ir Sena. Grupa skazanych na śmierć więźniów, którzy zostali wybrani w celu wykonania zamachu zostaje potajemnie przemieszczona na wyspę Silmido. Po przeszkoleniu są gotowi do akcji, jednak rządzący odwołują zamach, a strażnicy z wyspy otrzymują rozkaz zabicia grupy więźniów.
Fabuła filmu została oparta na prawdziwych wydarzeniach.

## Obsada
Źródło: Filmweb

- Sol Kyung-gu – Kang In-chan
- Ahn Sung-ki – Choi Jae-hyun
- Heo Jun-ho – sierżant Jo
- Jung Jae-young - Han Seung-Pil
- Lee Jeong-heon – sierżant Park
- Uhm Tae-woong – Won-sang
- Kim Kang-woo – Min-ho
- Kang Shin-il - Keun-Jae
- Kang Sung-jin - Chan-Suk
- Kim Jeong-gook
- Kim Hyeong-jong – Hae-il

## Nagrody
Źródło: Internet Movie Database
| Rok  | Miejsce            | Nagroda           | Kategoria                 | Odbiorcy       | Wynik   |
| ---- | ------------------ | ----------------- | ------------------------- | -------------- | ------- |
| 2004 | Blue Dragon Awards | Blue Dragon Award | Best Film                 |                | Wygrana |
| 2004 | Blue Dragon Awards | Blue Dragon Award | Best Supporting Actor     | Jung Jae-young | Wygrana |
| 2004 | Blue Dragon Awards | Blue Dragon Award | Best Director             | Kang Woo-suk   | Wygrana |
| 2004 | Grand Bell Awards  | Grand Bell Award  | Best Supporting Actor     | Heo Jun-ho     | Wygrana |
| 2004 | Grand Bell Awards  | Grand Bell Award  | Best Production           | Kang Woo-suk   | Wygrana |
| 2004 | Grand Bell Awards  | Grand Bell Award  | Best Screenplay – Adapted | Kim Hie-jae    | Wygrana |
| 2004 | Grand Bell Awards  | Jury Award        |                           | Kang Woo-suk   | Wygrana |